# Atletismo nos Jogos Olímpicos de Verão de 2012 - Lançamento de dardo masculino
A competição do lançamento de dardo masculino nos Jogos Olímpicos de Verão de 2012 aconteceu nos dias 8 e 11 de agosto no Estádio Olímpico de Londres.
Keshorn Walcott, de Trinidad e Tobago, conquistou a medalha de ouro com a marca de 84,58 metros na final. Originalmente o ucraniano Oleksandr Pyatnytsya obteve a medalha de prata, mas em 9 de agosto de 2016 o Comitê Olímpico Internacional o desclassificou por conta do uso da substância dopante turinabol. As medalhas de prata e bronze foram realocadas ao finlandês Antti Ruuskanen e ao checo Vítězslav Veselý, respectivamente.

## Calendário
Horário local (UTC+1).
| Data         | Horário | Fase         |
| ------------ | ------- | ------------ |
| 8 de agosto  | 19:05   | Qualificação |
| 11 de agosto | 19:20   | Final        |

## Medalhistas
| Ouro   | TRI Keshorn Walcott  |
| Prata  | FIN Antti Ruuskanen  |
| Bronze | CZE Vítězslav Veselý |

## Recordes
Antes desta competição, os recordes mundiais e olímpicos da prova eram os seguintes:
| Tipo | Atleta              | Marca   | Local  | Data                 |
| ---- | ------------------- | ------- | ------ | -------------------- |
|      | Jan Železný         | 98,48 m | Jena   | 25 de maio de 1996   |
|      | Andreas Thorkildsen | 90,57 m | Pequim | 23 de agosto de 2008 |

## Qualificação
Classificam-se para a final os atletas com marca acima de 82,00 m (Q) ou as 12 melhores marcas (q).
| Pos. | Grupo | Nome                      | CON                   | #1    | #2    | #3    | Marca | Notas                |
| ---- | ----- | ------------------------- | --------------------- | ----- | ----- | ----- | ----- | -------------------- |
| 1    | B     | Vítězslav Veselý          | CZE República Checa   | 88.34 | –     | –     | 88.34 | Q,                   |
| 2    | A     | Andreas Thorkildsen       | NOR Noruega           | 76.20 | 84.47 | –     | 84.47 | Q                    |
| 3    | B     | Tero Pitkämäki            | FIN Finlândia         | 76.53 | x     | 83.01 | 83.01 | Q                    |
| 4    | B     | Oleksandr Pyatnytsya      | UKR Ucrânia           | 77.07 | 82.72 | –     | 82.72 | Q                    |
| 5    | A     | Spiridon Lebesis          | GRE Grécia            | 81.80 | 82.40 | –     | 82.40 | Q                    |
| 6    | A     | Stuart Farquhar           | NZL Nova Zelândia     | 82.32 | –     | –     | 82.32 | Q                    |
| 7    | B     | Genki Dean                | JPN Japão             | 71.58 | 82.07 | –     | 82.07 | Q                    |
| 8    | A     | Ari Mannio                | FIN Finlândia         | 81.99 | x     | 76.25 | 81.99 | q                    |
| 9    | B     | Julius Yego               | KEN Quênia            | 79.10 | 79.33 | 81.81 | 81.81 | q,                   |
| 10   | B     | Keshorn Walcott           | TRI Trinidad e Tobago | 78.91 | 76.44 | 81.75 | 81.75 | q                    |
| 11   | B     | Antti Ruuskanen           | FIN Finlândia         | 77.83 | 81.74 | x     | 81.74 | q                    |
| 12   | A     | Tino Häber                | GER Alemanha          | 78.19 | 69.54 | 80.39 | 80.39 | q                    |
| 13   | A     | Leslie Copeland           | FIJ Fiji              | 77.00 | 80.19 | 72.52 | 80.19 | Recorde da temporada |
| 14   | A     | Roman Avramenko           | UKR Ucrânia           | 79.15 | 77.03 | 80.06 | 80.06 |                      |
| 15   | A     | Uladzimir Kazlou          | BLR Bielorrússia      | x     | 79.10 | 80.06 | 80.06 |                      |
| 16   | A     | Guillermo Martínez        | CUB Cuba              | 75.39 | 80.06 | 77.22 | 80.06 |                      |
| 17   | A     | Ainārs Kovals             | LAT Letônia           | 77.42 | 76.45 | 79.19 | 79.19 |                      |
| 18   | B     | Kim Amb                   | SWE Suécia            | x     | 71.85 | 78.94 | 78.94 |                      |
| 19   | A     | Igor Janik                | POL Polônia           | 76.01 | 78.90 | x     | 78.90 |                      |
| 20   | B     | Fatih Avan                | TUR Turquia           | 78.74 | 78.20 | 78.87 | 78.87 |                      |
| 21   | A     | Risto Mätas               | EST Estônia           | 70.34 | 78.56 | 76.30 | 78.56 |                      |
| 22   | A     | Curtis Moss               | CAN Canadá            | 74.21 | 78.13 | 78.22 | 78.22 |                      |
| 23   | B     | Craig Kinsley             | USA Estados Unidos    | 72.80 | 71.47 | 78.18 | 78.18 |                      |
| 24   | A     | Yukifumi Murakami         | JPN Japão             | 76.37 | 77.80 | 77.77 | 77.80 |                      |
| 25   | B     | Jakub Vadlejch            | CZE República Checa   | x     | 77.61 | x     | 77.61 |                      |
| 26   | B     | Dayron Márquez            | COL Colômbia          | 75.15 | 77.59 | 76.50 | 77.59 |                      |
| 27   | B     | Jarrod Bannister          | AUS Austrália         | 77.38 | 76.23 | x     | 77.38 |                      |
| 28   | A     | Paweł Rakoczy             | POL Polônia           | 77.36 | 73.22 | 73.44 | 77.36 |                      |
| 29   | A     | Ihab Abdelrahman El Sayed | EGY Egito             | 72.93 | 77.35 | 75.19 | 77.35 |                      |
| 30   | B     | Braian Toledo             | ARG Argentina         | 76.87 | x     | 73.30 | 76.87 |                      |
| 31   | B     | Jung Sang-Jin             | KOR Coreia do Sul     | 76.37 | 74.77 | x     | 76.37 |                      |
| 32   | A     | Cyrus Hostetler           | USA Estados Unidos    | 70.62 | 75.76 | 75.00 | 75.76 |                      |
| 33   | A     | Ilya Korotkov             | RUS Rússia            | 75.68 | x     | x     | 75.68 |                      |
| 34   | A     | Petr Frydrych             | CZE República Checa   | 69.54 | 70.44 | 75.46 | 75.46 |                      |
| 35   | B     | Mervyn Luckwell           | GBR Grã-Bretanha      | 74.09 | x     | x     | 74.09 |                      |
| 36   | A     | Ivan Zaytsev              | UZB Uzbequistão       | 73.07 | 73.94 | 71.39 | 73.94 |                      |
| 37   | B     | Sean Furey                | USA Estados Unidos    | x     | 72.81 | 71.86 | 72.81 |                      |
| 38   | A     | Vadims Vasilevskis        | LAT Letônia           | x     | 72.81 | x     | 72.81 |                      |
| 39   | B     | Melik Janoyan             | ARM Armênia           | 72.64 | 70.81 | 68.72 | 72.64 |                      |
| 40   | B     | Matija Kranjc             | SLO Eslovênia         | 72.63 | 69.70 | 71.17 | 72.63 |                      |
| 41   | A     | Qin Qiang                 | CHN China             | 72.29 | 68.76 | 65.28 | 72.29 |                      |
| 42   | B     | Bartosz Osewski           | POL Polônia           | x     | x     | 71.19 | 71.19 |                      |
| —    | B     | Matthias De Zordo         | GER Alemanha          | x     | x     | x     | NM    |                      |
| —    | B     | Zigismunds Sirmais        | LAT Letônia           | x     | x     | x     | NM    |                      |

## Final

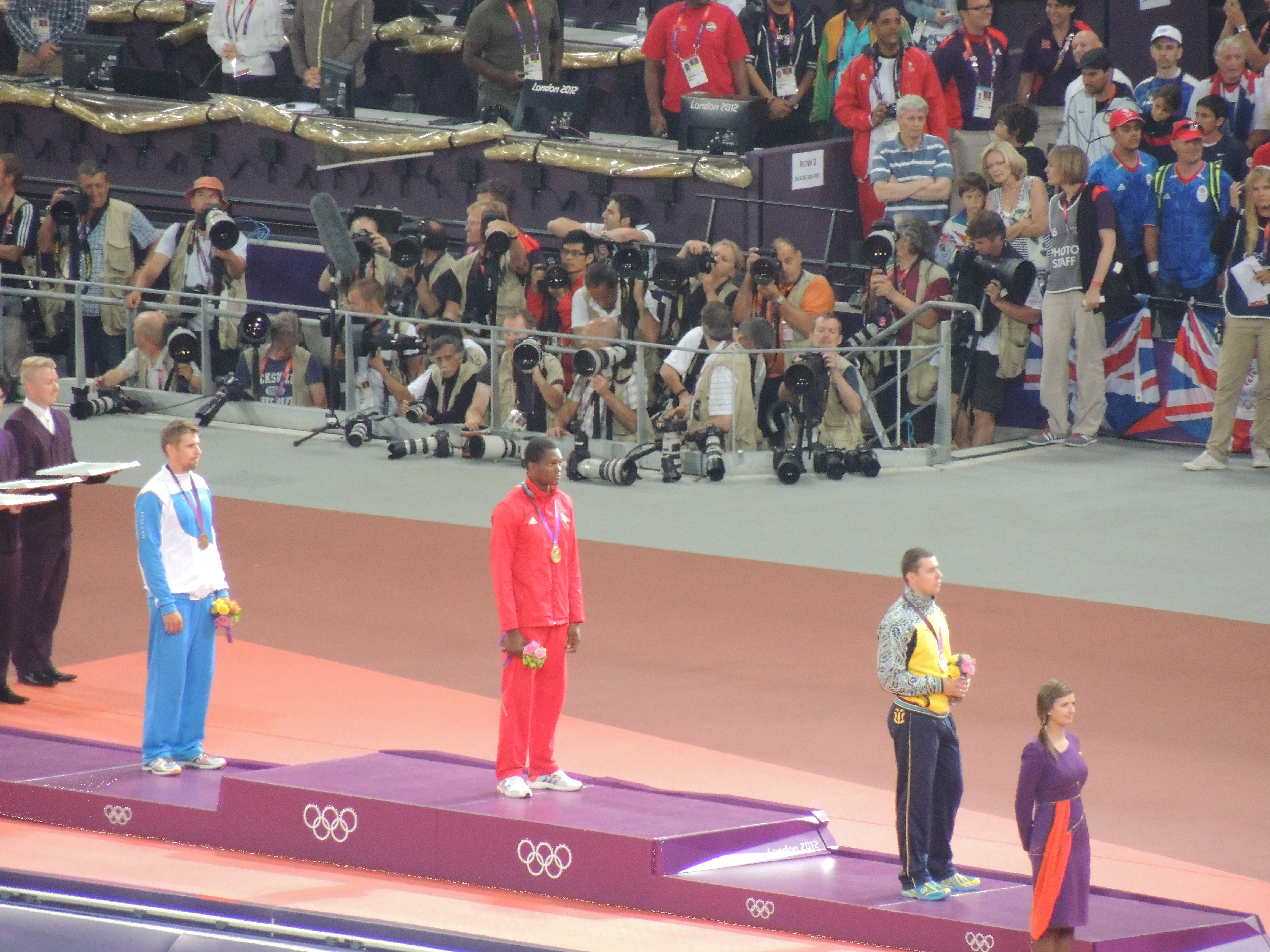
Cerimônia de premiação do lançamento de dardo.

| Pos.              | Nome                 | CON                   | 1     | 2     | 3     | 4     | 5     | 6     | Marca | Notas            |
| ----------------- | -------------------- | --------------------- | ----- | ----- | ----- | ----- | ----- | ----- | ----- | ---------------- |
| Medalha de ouro   | Keshorn Walcott      | TRI Trinidad e Tobago | 83.51 | 84.58 | x     | 80.64 | x     | –     | 84.58 | Recorde nacional |
| Medalha de prata  | Antti Ruuskanen      | FIN Finlândia         | 79.60 | 81.09 | 81.60 | 81.97 | 84.12 | 79.88 | 84.12 |                  |
| Medalha de bronze | Vítězslav Veselý     | CZE República Checa   | x     | 81.69 | 81.80 | x     | 80.32 | 83.34 | 83.34 |                  |
| 5                 | Tero Pitkämäki       | FIN Finlândia         | 77.33 | 82.68 | 80.67 | 80.46 | 82.80 | 82.53 | 82.80 |                  |
| 6                 | Andreas Thorkildsen  | NOR Noruega           | x     | 82.63 | x     | 81.70 | x     | x     | 82.63 |                  |
| 7                 | Spiridon Lebesis     | GRE Grécia            | 81.21 | 81.91 | 81.27 | 80.36 | x     | 79.45 | 81.91 |                  |
| 8                 | Tino Häber           | GER Alemanha          | 76.99 | 74.33 | 81.21 | 79.95 | 76.36 | 75.85 | 81.21 |                  |
| 9                 | Stuart Farquhar      | NZL Nova Zelândia     | 76.80 | 76.64 | 80.22 | –     | –     | –     | 80.22 |                  |
| 10                | Genki Dean           | JPN Japão             | x     | 79.95 | x     | –     | –     | –     | 79.95 |                  |
| 11                | Ari Mannio           | FIN Finlândia         | 78.60 | 77.71 | x     | –     | –     | –     | 78.60 |                  |
| 12                | Julius Yego          | KEN Quênia            | 72.59 | 77.15 | 74.08 | –     | –     | –     | 77.15 |                  |
| —                 | Oleksandr Pyatnytsya | UKR Ucrânia           | 77.47 | 81.61 | 84.51 | 81.53 | 81.01 | 83.53 | 84.51 | DSQ              |

Legenda
| Recorde mundial      | Recorde mundial (World record)               |                       | Recorde africano                      | Recorde africano (African) |                                           | Q | Classificado por posição (Qualified) |
| Recorde olímpico     | Recorde olímpico (Olympic record)            | Recorde da América    | Recorde da América (Americas)         | q                          | Classificado por melhor tempo (Qualified) |   |                                      |
| Melhor marca do ano  | Melhor marca do ano (World leading)          | Recorde asiático      | Recorde asiático (Asian)              | DNS                        | Não largou (Did not start)                |   |                                      |
| Recorde nacional     | Recorde nacional (National record)           | Recorde europeu       | Recorde europeu (European)            | DNF                        | Não terminou (Did not finish)             |   |                                      |
| Recorde pessoal      | Recorde pessoal do atleta (Personal best)    | Recorde da Oceania    | Recorde da Oceania (Oceania)          | DSQ / DQ                   | Desclassificado (Disqualified)            |   |                                      |
| Recorde da temporada | Recorde da temporada do atleta (Season best) | Recorde sul-americano | Recorde sul-americano (South America) | NM                         | Sem marca (No mark)                       |   |                                      |